# 總督府 (悉尼)

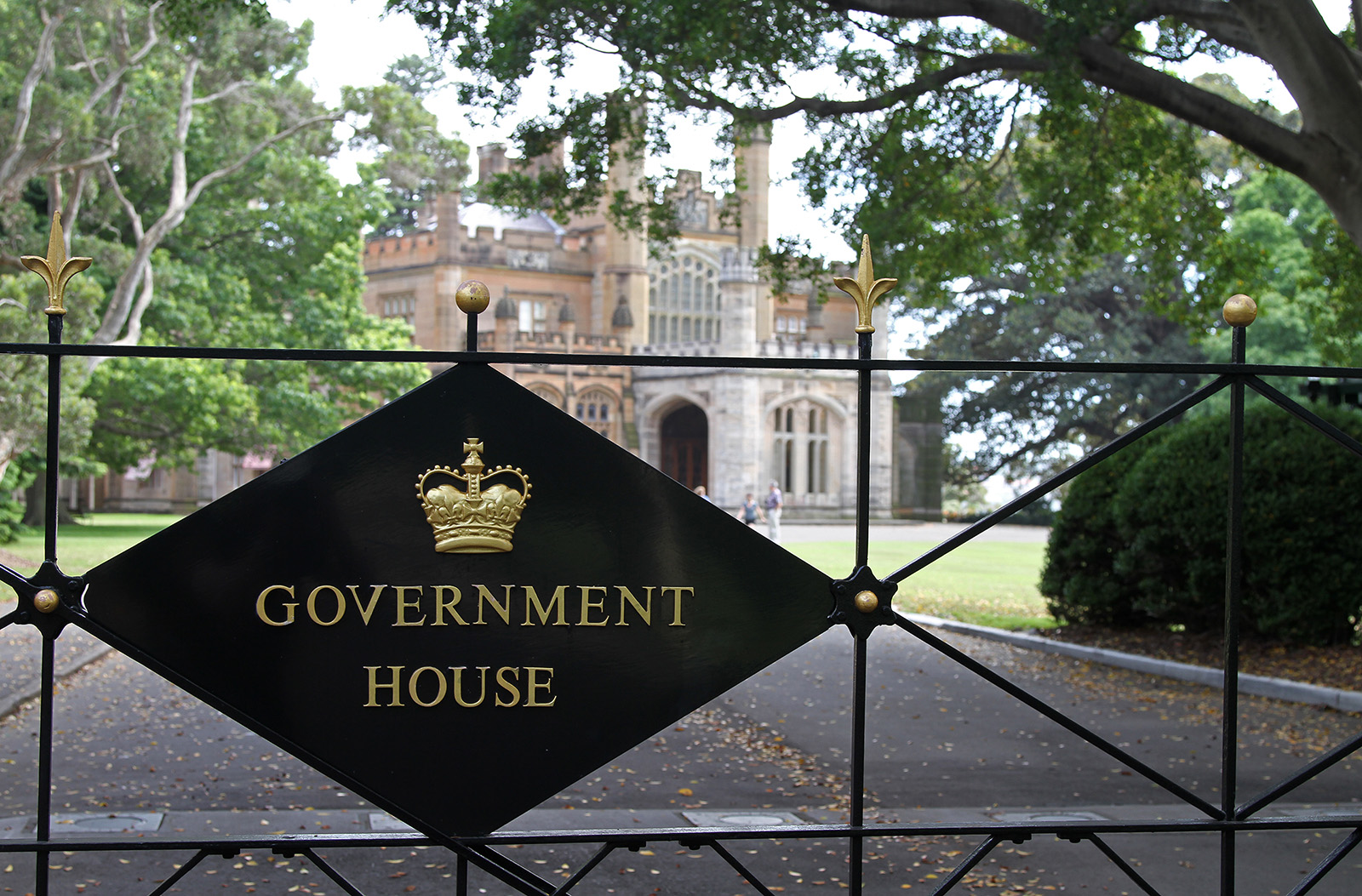
總督府正門內閘

總督府（英語：Government House）位於澳洲悉尼，位處悉尼歌劇院南邊，毗連皇家植物園，可飽覽悉尼港。總督府建於1837年至1843年間，自1845年起即為新南威爾斯總督的官邸，首位進住的是喬治·吉普斯爵士（Sir George Gipps）。在1901年至1914年間，物業曾出租予澳洲聯邦作為澳洲總督的官邸；在1996年至2011年間，新南威爾斯總督也沒有以總督府作為官邸。一直到2011年10月，總督府才重新作官邸之用，並由新南威爾斯歷史建築信託負責管理。1847年完工，以哥德復興式建築風格建造，已被新南威爾斯州國家遺產名錄中。